# Sorex minutus
Pour les articles homonymes, voir Musaraigne pygmée.
Espèce
Statut de conservation UICN

 LC  : Préoccupation mineure
La Musaraigne pygmée (Sorex minutus) est une espèce de petits mammifères de la famille des Soricidae.
Il ne faut pas la confondre avec l'espèce Sorex hoyi, appelée elle aussi Musaraigne pygmée.

## Description
Proche de la Musaraigne carrelet, mais beaucoup plus petite. Dos et flancs brun grisé, ventre blanc grisé, dessus de la queue brun, dessous blanchâtre.
- Longueur tête-corps : 4.2 - 6.2 cm
- Longueur de la queue : 3.3 - 4.6 cm

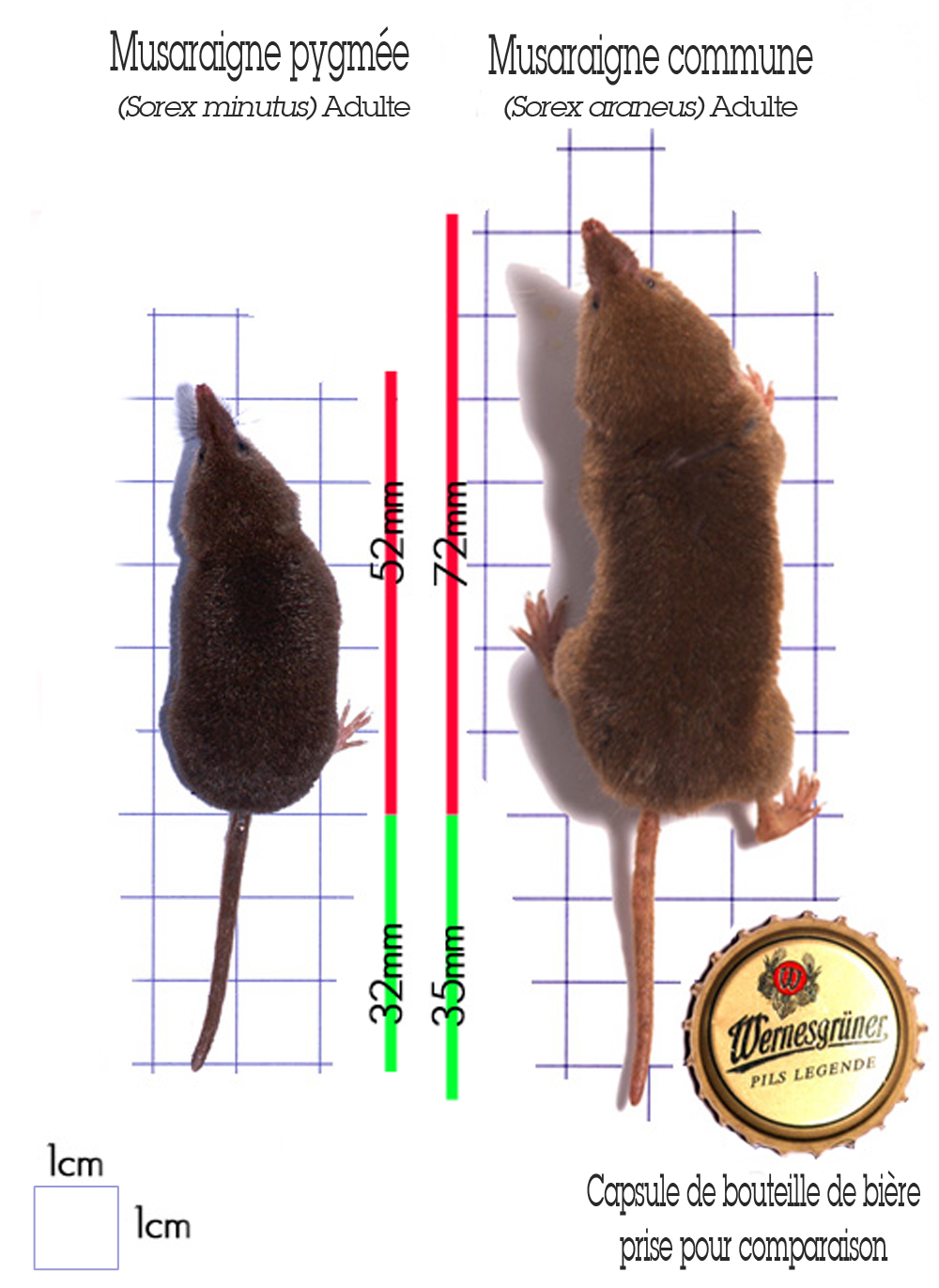
comparaison entre la Musaraigne pygmée (à gauche) et la Musaraigne carrelet (à droite).

- Poids : 2.5 - 6 g

## Biologie
C'est une espèce des terrains humides riches en broussailles.
C'est une musaraigne mince à la tête fine et au museau allongé. La pointe de ses dents est rouge. Son pelage est gris brun sur le dos, tirant sur le jaunâtre sur le ventre.
Ce sont des animaux actifs toute l'année, de jour comme de nuit avec des périodes de pauses régulières, bon nageurs et grimpeurs. Ils mangent l'équivalent de leur poids chaque jour en petits arthropodes (insectes et araignées).

## Distribution
Cette musaraigne est présente des îles britanniques et de la péninsule ibérique jusqu'à la Sibérie jusqu'au lac Baïkal, en passant par toute l'Europe continentale. La limite la plus septentrionale de son aire de répartition s'étend au-delà du cercle arctique. Elle est présente du niveau de la mer jusqu'à 2000 m dans les Pyrénées et 2260 m dans les Alpes.
En Asie du Sud, cette espèce a été signalée dans la province frontalière du Nord-Ouest au Pakistan et au Cachemire en Inde. Cependant, en raison de la confusion taxonomique entre cette espèce et Sorex planiceps, ses limites de distribution dans cette région sont difficiles à déterminer.
Cette espèce se trouve généralement dans des zones relativement humides avec une végétation dense au niveau du sol, mais aussi dans une grande variété d'autres habitats, y compris les marécages, les prairies, les landes, les dunes, les lisières des bois, les zones rocheuses, les arbustes et les forêts de montagne, où elle y trouve sa nourriture constituée principalement d'invertébrés.

## Comportement
La Musaraigne pygmée a une durée de vie de seulement 1.5 an et se reproduit lors de sa 2e année d'existence.
La Musaraigne pygmée occupe souvent des territoires trois fois plus grands que la Musaraigne carrelet.
En hiver, la Musaraigne pygmée et la Musaraigne carrelet voient leurs organes, leurs membres et même leur boîte crânienne diminuer en taille et en poids.

## Alimentation
Elle creuse peu dans le sol et chasse plutôt arthropodes de surface comme des araignées et des coléoptères. Son métabolisme élevé  nécessite un apport en nourriture très régulier. Ainsi, la musaraigne pygmée doit se nourrir tous les deux à trois heures pour assurer sa survie.

## Informations sur la conservation

### Informations sur l'évaluation
Cette espèce est très répandue et commune. Bien que la destruction de l'habitat soit une menace générale, ce n'est pas une menace sérieuse pour l'espèce à l'heure actuelle. Par conséquent, Sorex minutus est qualifié de Préoccupation mineure.

### Population
C'est une espèce commune dans les habitats appropriés de toute son aire de répartition, et il peut même s'agir de l'espèce de musaraigne dominante dans les zones marécageuses.

### Menaces
Elle souffre de la destruction de son habitat, de l'utilisation de pesticides et du déclin des invertébrés. Cependant, ceux-ci ne sont pas considérés comme des menaces majeures pour la persistance régionale mondiale ou européenne de l'espèce à l'heure actuelle. L'isolement géographique apparent de certaines populations ibériques peut rendre les extinctions locales plus probables.

### Mesures de conservation
Elle est inscrite à l'Annexe III de la Convention de Berne. Elle est présente dans un certain nombre d'aires protégées dans toute sa vaste aire de répartition. Des études de son écologie et de sa distribution sont nécessaires au Portugal, et des populations ibériques isolées doivent être surveillées.